# Плявиньская ГЭС
Пля́виньская ГЭС или Плявинская ГЭС (латыш. Pļaviņu HES) — гидроэлектростанция на реке Даугава в Латвии, у города Айзкраукле. Самая большая по установленной мощности ГЭС в Прибалтике.

## Основные сведения
Проектировщик станции — институт «Гидропроект».
- Установленная мощность — 894 МВт[7]
- Количество гидроагрегатов — 10
- Максимальный перепад — 40 м
- Длина плотины — 4032 м
- Средний многолетний расход — 610 м³/с
- Объём водохранилища — 509 млн м³

От распределительного устройства отходят четыре ЛЭП: на Ригу, Кегумс, Екабпилс и в Литву.
По гребню плотины проложена автомобильная дорога.
Наряду с Кегумской и Рижской ГЭС находится в ведении филиала «Даугавские гидроэлектростанции» акционерного общества «Латвэнерго».

## История
Строительство ГЭС вызвало протесты среди местных жителей из-за необходимости затопления исторических мест, в частности, утёса Стабурагс, имеющего важное культурное значение.
В 1960—1961 годах, перед затоплением территории, археологической экспедицией под руководством Эльвиры Шноре на левом берегу Даугавы был выявлен и исследован могильник Леясдопелю.
Строительство ГЭС было начато в 1961 году и закончено в 1966 году. Вплоть до выхода Латвии из состава СССР она носила имя В. И. Ленина. В 1991—1996 годах гидроагрегаты станции реконструировали. В 2001 году в результате очередной реконструкции была увеличена её мощность и эффективность.